# Ella Leyers
Ella Leyers (Edegem, 31 augustus 1988) is een Belgische actrice.

## Biografie
In 2007 verhuisde ze naar de Verenigde Staten om een theateropleiding te gaan volgen aan de American Academy of Dramatic Arts in New York.
Anno 2012 keerde ze terug naar België en in 2013 en 2014 speelde ze een hoofdrol als Judith Vermeersch in de televisiereeks Binnenstebuiten en een terugkerende rol als Eva Vandenbergh in Zuidflank.
Op 1 januari 2014 speelde ze voor de eerste keer mee in Tegen de Sterren op als onder anderen Miley Cyrus, Els Tibau, Marie Vinck, Virginie Claes, Simonne Backx, Hanne Decoutere en Carmen Waterslaeghers.
In 2015 en 2016 speelde ze inspecteur Annelies Donckers in de zondagavondreeks Professor T.
In 2019 werd ze geïnterviewd door Maarten Vancoillie en Dorothee Dauwe voor hun podcast 'De 10 Meest Gegoogelde Vragen Over' van Qmusic. Hierin vertelde Leyers onder andere dat haar favoriete ijssmaak kokosnoot is, ze een trauma heeft ontwikkeld in haar jeugd omdat ze op 31 augustus jarig is en steeds school gerelateerde cadeaus kreeg en ze vertelt over het bedrog dat ze meemaakte toen een jurk die ze online had besteld anders bleek te vallen. Ook getuigde ze dat ze haar liefdesleven uit de schijnwerpers wilt houden.
Tevens werd ze vanaf 15 januari 2020 sidekick bij het televisieprogramma De Ideale Wereld op Canvas.
In 2020 deed ze mee aan 18 opeenvolgende afleveringen van de televisiequiz De Slimste Mens ter Wereld, waarmee ze een nieuw record vestigde. Ze won echter niet. Ze werd tweede in de finale en verloor met 47 seconden verschil van Catherine Van Eylen. Leyers viel op tijdens haar deelname met haar uiteenlopende outfits van een mosgroene bloes, over glamoureuze jurken tot een knalroze mantelpak  waarvoor ze een styliste in dienst nam. In 2022 nam ze deel aan de Allerslimste Mens ter Wereld waar ze na 2 opeenvolgende afleveringen afviel.
In september 2021 werd Leyers radiopresentatrice op Studio Brussel. In het najaar van 2022 vervangt ze Jan Jaap van der Wal als presentator van De Ideale Wereld.

## Privé
Ella Leyers is de dochter van de muzikant / televisiemaker Jan Leyers. Met haar zus Dorien was ze gedurende enkele maanden vliegende reporter bij het toenmalige Radio Donna en verzorgde ze een aantal filmpjes voor Eurosong '06. In 2007 deed het duo mee aan de wedstrijd Beste vrienden op Eén. Haar grootvader was Hugo Leyers.
Ella had een relatie met Studio Brussel-dj Faisal Chatar. Ze waren ongeveer drie jaar samen voordat ze begin 2019 uit elkaar gingen. De reden voor hun breuk werd niet publiekelijk toegelicht, maar beiden gingen daarna hun eigen weg. 
In september 2022 begon Ella een relatie met acteur Rik Verheye. Na slechts 100 dagen besloten ze zich te verloven, wat veel media-aandacht kreeg. Echter, in februari 2023 maakten ze bekend dat ze uit elkaar gingen. Rik gaf later aan dat de relatie intens begon maar uiteindelijk niet was wat hij nodig had.